# Próspero Marefoschi
Próspero Marefoschi (Monte Santo della Marca, 24 de setembro de 1653 - Roma, 24 de fevereiro de 1732) foi um cardeal italiano do século XVIII.

## Biografia
Nasceu em Monte Santo della Marca (atual Potenza Picena), como o mais novo dos quatro filhos de Camillo Marefoschi e Speranza Guarnieri. Tio do cardeal Raniero Felice Simonetti (1747) e do cardeal Mario Marefoschi (1770). Estudou na Universidade de Fermo, onde se doutorou in utroque iure, direito canônico e civil, em 29 de abril de 1674.
Foi para Roma após terminar seus estudos e exerceu a advocacia. Eleitor dos Supremos Tribunais da Assinatura Apostólica de Justiça e da Graça, em fins de 1695. Referendário dos Supremos Tribunais da Assinatura Apostólica de Justiça e da Graça, em 29 de novembro de 1695. Pouco depois, foi nomeado auditor do Camerlengo da Santa Igreja Romana. Secretário da SC do Bom Governo no pontificado do Papa Clemente XI. Cânon da basílica patriarcal do Vaticano. Secretário da SC da Imunidade Eclesiástica, julho de 1706. Recebeu o diaconato, em 21 de dezembro de 1709.
Eleito arcebispo titular de Cirene, em 1º de junho de 1711. Consagrado em 7 de junho de 1711, igreja de S. Spirito in Sassia, Roma, pelo cardeal Fabrizio Paolucci, auxiliado por Ferdinando Nuzzi, arcebispo titular de Nicéia, e por Domenico de Zaoli, arcebispo titular de Teodosia. Na mesma cerimônia foi consagrado Giorgio Spinola, arcebispo titular de Cesareia, futuro cardeal. Assistente do Trono Pontifício, 26 de janeiro de 1712. Uditore Santtissimi, outubro de 1712; confirmado pelo novo Papa Inocêncio XIII, em 26 de maio de 1721. Transferido para a sede arcebispal titular de Cesareia, em 3 de fevereiro de 1721. Confirmado como Uditore Santissimi pelo novo Papa Bento XIII, em 15 de dezembro de 1724.
Criado cardeal-sacerdote no consistório de 20 de dezembro de 1724; recebeu o barrete vermelho e o título de S. Crisogono, em 29 de janeiro de 1725. Confirmado no cargo, como pro-uditore até a eleição do sucessor, em 20 de dezembro de 1724; ocupou o cargo até sua nomeação como vigário geral de Roma. Optou pelo título de S. Callisto, 19 de novembro de 1725. Vigário geral de Roma, 13 de junho de 1726. Abade commendatario da abadia de Madignano, diocese de Crema, 1726. Optou pelo título de S. Silvestro in Capite, setembro 20 de 1728. Participou do conclave de 1730, que elegeu o Papa Clemente XII.
Morreu em Roma em 24 de fevereiro de 1732, às 6h. Exposto e enterrado na igreja de S. Salvatore em Lauro, Roma, onde também ocorreu o funeral. Naquela igreja foi erguido um elegante monumento à sua memória, sobre a porta da sacristia, com uma magnífica inscrição.